# Vancouver

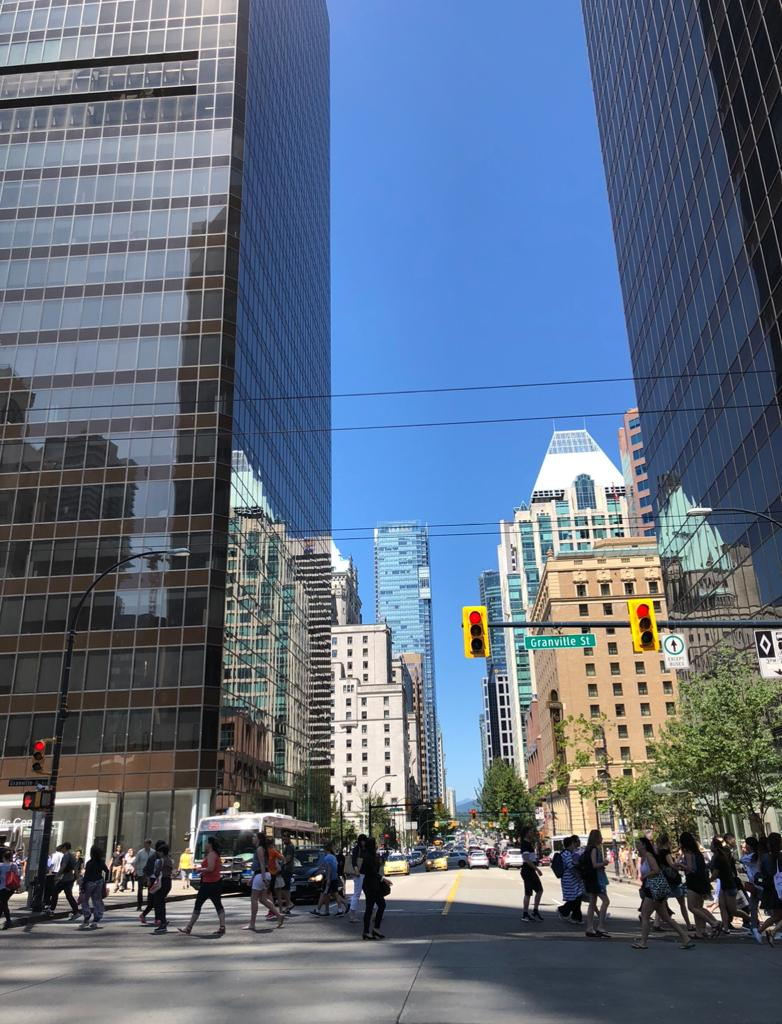
Calle en Vancouver.

Vancouver (en inglés: /væŋ'ku:vɚ/ⓘ, en español /baŋ'kuβ̞eɾ/) es una ciudad de la costa pacífica de Canadá, ubicada en el suroeste de la provincia de Columbia Británica, entre el estrecho de Georgia y las Montañas Costeras. La ciudad fue nombrada así en homenaje al capitán George Vancouver, un explorador inglés.
Es parte del área metropolitana del Distrito Regional del Gran Vancouver, el cual, con una población de 2 313 328 habitantes (2011), constituye el área metropolitana más grande del oeste canadiense y la tercera en el país después de las de Toronto y Montreal. Vancouver en sí mismo cuenta con 675 218 habitantes. El gentilicio utilizado para referirse a los residentes de Vancouver es vancuverita o vancouverense (en inglés Vancouverite).
Vancouver, en los últimos años, siempre ha sido considerada como una de las cinco ciudades con mejor calidad de vida en el mundo. En 2013, obtuvo el puesto 21.º entre las ciudades en que es más costoso vivir y resultó ser la más costosa de Norteamérica. También es una de las ciudades más seguras del mundo, debido a sus bajísimas tasas de criminalidad.
Los Juegos Olímpicos y Paralímpicos de invierno de 2010 se llevaron a cabo en Vancouver y en la cercana localidad de Whistler.

## Historia
Existen restos arqueológicos que indican la presencia de poblaciones aborígenes en el área de la actual Vancouver durante por lo menos 3000 años. Los restos de varios asentamientos que se encuentran alrededor de Vancouver muestran la existencia de recolectores con un complejo sistema social.
La primera exploración europea del estrecho de Georgia, incluido un desembarco en la región de Sunshine Coast y la entrada en aguas o fiordo de Burrard Inlet (actual Vancouver) fue por el comandante español José María Narváez de la goleta Santa Saturnina en el marco del asentamiento en la zona encomendado al comandante del Departamento de San Blas, el criollo español Juan Francisco de la Bodega y Quadra, nacido en Lima, por el nuevo virrey del Perú en 1791 y un año más tarde por el británico George Vancouver, supusieron el inicio del cambio para la vida de los habitantes de las poblaciones indígenas (a los que en la actualidad los canadienses se refieren como First Nations, 'primeras naciones'). El explorador y comerciante de la Compañía del Noroeste, Simon Fraser, y su tripulación fueron los primeros europeos de los que se tiene constancia de que visitaran lo que en la actualidad es la ciudad  .
En 1808 descendieron por el río Fraser, acaso hasta Point Grey, cerca de lo que hoy es la Universidad de Columbia Británica. El primer asentamiento europeo se estableció en 1862 en McLeery's Farm a orillas del río Fraser, al este del antiguo poblado de Musqueam, en lo que es hoy Marpole. Las largas relaciones de la ciudad con la tala de madera comenzaron cuando en 1863 se construyó un aserradero en Moodyville (hoy North Vancouver). A este aserradero siguieron otros en la orilla meridional del islote propiedad del capitán Edward Stamp. Stamp, que había comenzado a talar en la zona de Port Alberni. Intentó primero establecer un aserradero en Brockton Point, pero las corrientes marinas y los arrecifes le obligaron a reubicarlo en un lugar cerca de Dunlevy Street, llamado Hastings Mill.
El asentamiento de Gastown creció rápidamente alrededor de la improvisada taberna establecida por "Gassy” Jack Deighton en 1867 en los límites de los terrenos de Hastings Mill. En 1870, el gobierno colonial revisó el asentamiento y estableció una población, llamada “Granville”, en honor del entonces secretario de Estado para las colonias, Granville Leveson-Gower, segundo conde de Granville. Este lugar, con su embarcadero natural, se eligió como estación final del ferrocarril del Pacífico (el Canadian Pacific Railway), para desgracia de Port Moody, New Westminster y Victoria, que habían luchado por conseguirlo. La construcción del ferrocarril era una de las condiciones previas para que la Columbia Británica se uniera a la Confederación en 1871. La ciudad de Vancouver fue fundada el 6 de abril de 1886, el mismo año de la llegada del primer tren transcontinental.
Un incendio el 13 de junio de ese mismo año destruyó la mayor parte de la ciudad, que fue reconstruida con rapidez. Gracias a la llegada del ferrocarril, la población aumentó de los 5000 habitantes de 1887 a los 100.000 de 1900. Durante la primera década del siglo XX, la población de Vancouver se triplicó. Paralelamente, la industria de la construcción floreció y apareció la especulación inmobiliaria, hecho que llamó la atención de Rudyard Kipling en su visita a la nueva ciudad en 1887.
En 1890, los inicios de uno de los primeros tranvías eléctricos del mundo favorecía el crecimiento a lo largo de lo que en la actualidad son las principales arterias de la ciudad. La electricidad era generada por los ríos y lagos cercanos (primero en el lago Buntzen y poco después en el río Stave). Se construyeron dos líneas interurbanas entre Vancouver y New Westminster, una de las cuales se extendía a lo largo del valle del río Fraser hasta Chilliwack. La otra, pertenecienta a la compañía Lulu Island Railway, iba por el corredor de Arbutus a Richmond desde una estación cercana a las calles Granville y Drake.

## Geografía

Vancouver, Columbia Británica, Canadá

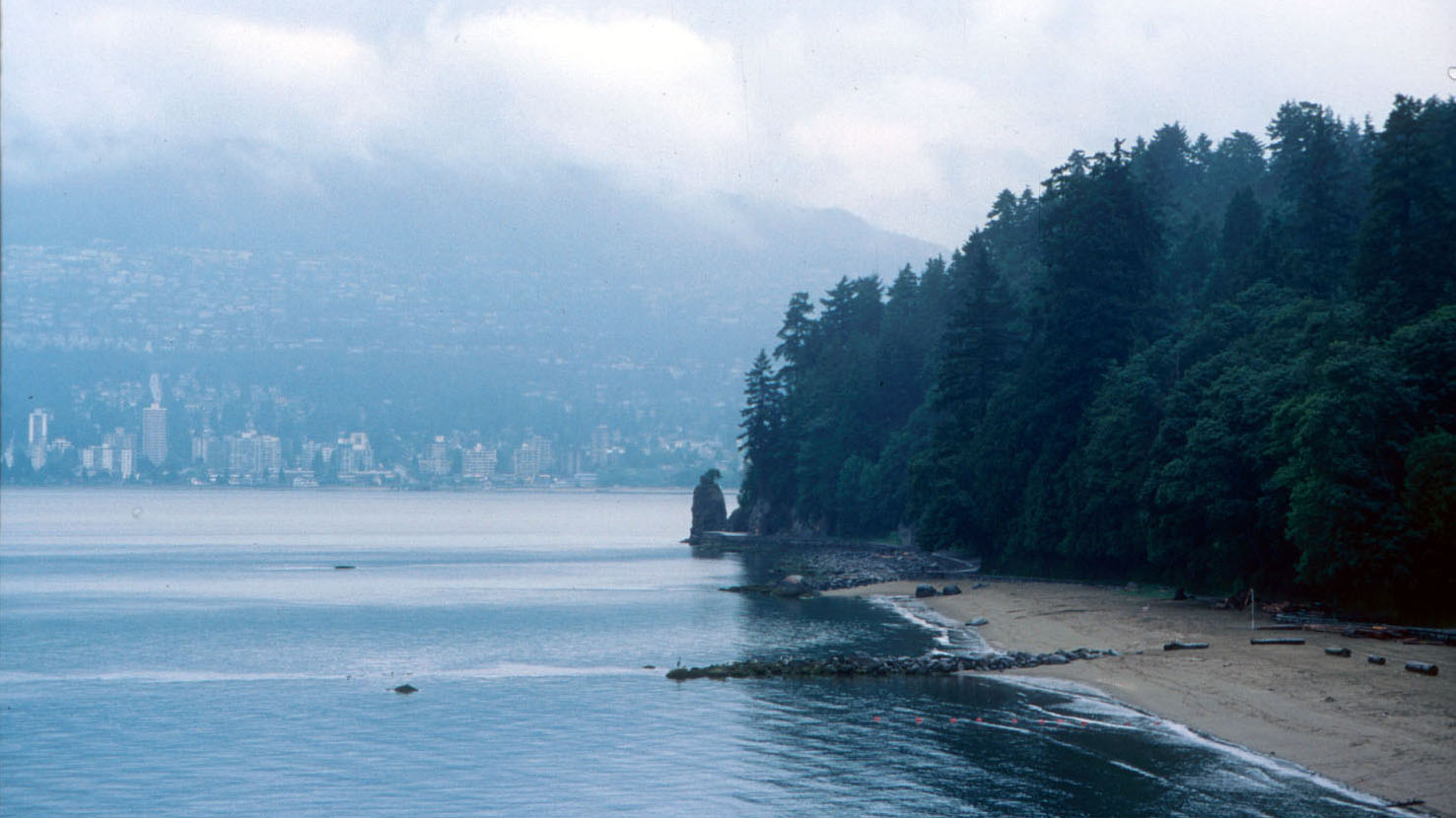
Vancouver en un día lluvioso.

Vancouver se encuentra junto al estrecho de Georgia, que lo separa de la isla de Vancouver. Se encuentra en la zona horaria del Pacífico (UTC-8) y en la Ecozona Marítima del Pacífico. La ciudad forma parte de la península de Burrard y se encuentra entre el entrante de Burrard (al norte) y el río Fraser (al sur). Para aquellos que no conozcan la zona, puede resultar sorprendente que Vancouver no se encuentre en la isla de Vancouver. Tanto la isla como la ciudad (y la que tiene el mismo nombre en los Estados Unidos) llevan el nombre del capitán de la Marina Real británica, George Vancouver, que exploró la región en 1792.
Vancouver tiene un área de 114,67 km², que incluyen terreno llano y colinas. Vancouver se encuentra rodeada de agua en una zona de clima húmedo, el más templado del país. Aunque en registros históricos consta que había unos cincuenta arroyos y riachuelos en el área, actualmente sólo quedan cuatro.

### Clima
Vancouver es una de las ciudades más cálidas de Canadá. Su ubicación geográfica, junto a la costa del Pacífico, provoca que tenga un clima más benigno que el resto de las grandes ciudades del país y más parecido al clima de la parte Norte de la Costa Oeste de los Estados Unidos. La ciudad tiene un clima templado según las normas canadienses y generalmente se clasifica como oceánico, que bajo el sistema de clasificación climática de Köppen sería Cfb. Los meses de verano suelen ser secos, en promedio uno de cada cinco días recibe precipitaciones durante los meses de julio y agosto. Por el contrario, las precipitaciones caídas durante los días de noviembre a marzo es casi la mitad.
Vancouver es también una de las ciudades canadienses más húmedas; sin embargo, la precipitación varía a lo largo del área metropolitana. La precipitación anual medida en el Aeropuerto Internacional de Vancouver en Richmond promedia 1189 mm, comparados con 1588 mm en el centro de la ciudad y 2044 mm en North Vancouver. Los meses de verano son más secos y soleados, con temperaturas moderadas por las brisas marinas. El promedio máximo diario es de 22 °C en julio y agosto, con temperaturas que rara vez llegan a 30 °C.
La temperatura más alta registrada en el aeropuerto fue de 34,4 °C el 30 de julio de 2009, y la más alta en la ciudad de Vancouver fue de 35,0 °C el 31 de julio de 1965, de nuevo el 8 de agosto de 1981, y finalmente el 29 de mayo de 1983.
En promedio, la nieve cae once días por año, con tres días de 6 cm o más. El promedio anual es de 38,1 cm, pero por lo general se derrite en poco tiempo.
El invierno en el Gran Vancouver es el cuarto más suave de las ciudades canadienses, después Victoria, Nanaimo y Duncan, todas en la isla de Vancouver.
| Parámetros climáticos promedio de Richmond (Aeropuerto Internacional de Vancouver), normales 1981-2010, extremos 1898–presente | Parámetros climáticos promedio de Richmond (Aeropuerto Internacional de Vancouver), normales 1981-2010, extremos 1898–presente | Parámetros climáticos promedio de Richmond (Aeropuerto Internacional de Vancouver), normales 1981-2010, extremos 1898–presente | Parámetros climáticos promedio de Richmond (Aeropuerto Internacional de Vancouver), normales 1981-2010, extremos 1898–presente | Parámetros climáticos promedio de Richmond (Aeropuerto Internacional de Vancouver), normales 1981-2010, extremos 1898–presente | Parámetros climáticos promedio de Richmond (Aeropuerto Internacional de Vancouver), normales 1981-2010, extremos 1898–presente | Parámetros climáticos promedio de Richmond (Aeropuerto Internacional de Vancouver), normales 1981-2010, extremos 1898–presente | Parámetros climáticos promedio de Richmond (Aeropuerto Internacional de Vancouver), normales 1981-2010, extremos 1898–presente | Parámetros climáticos promedio de Richmond (Aeropuerto Internacional de Vancouver), normales 1981-2010, extremos 1898–presente | Parámetros climáticos promedio de Richmond (Aeropuerto Internacional de Vancouver), normales 1981-2010, extremos 1898–presente | Parámetros climáticos promedio de Richmond (Aeropuerto Internacional de Vancouver), normales 1981-2010, extremos 1898–presente | Parámetros climáticos promedio de Richmond (Aeropuerto Internacional de Vancouver), normales 1981-2010, extremos 1898–presente | Parámetros climáticos promedio de Richmond (Aeropuerto Internacional de Vancouver), normales 1981-2010, extremos 1898–presente | Parámetros climáticos promedio de Richmond (Aeropuerto Internacional de Vancouver), normales 1981-2010, extremos 1898–presente |
| Mes | Ene. | Feb. | Mar. | Abr. | May. | Jun. | Jul. | Ago. | Sep. | Oct. | Nov. | Dic. | Anual |
| --- | --- | --- | --- | --- | --- | --- | --- | --- | --- | --- | --- | --- | --- |
| Temp. máx. abs. (°C) | 15.3 | 18.4 | 20.0 | 26.1 | 30.4 | 33.3 | 34.4 | 33.3 | 30.0 | 25.0 | 23.3 | 15.0 | 34.4 |
| Temp. máx. media (°C) | 6.9 | 8.2 | 10.3 | 13.2 | 16.7 | 19.6 | 22.2 | 22.2 | 18.9 | 13.5 | 9.2 | 6.3 | 13.9 |
| Temp. media (°C) | 4.1 | 4.9 | 6.9 | 9.4 | 12.8 | 15.7 | 18.0 | 18.0 | 14.9 | 10.3 | 6.3 | 3.6 | 10.4 |
| Temp. mín. media (°C) | 1.4 | 1.6 | 3.4 | 5.6 | 8.8 | 11.7 | 13.7 | 13.8 | 10.8 | 7.0 | 3.5 | 0.8 | 6.8 |
| Temp. mín. abs. (°C) | −17.8 | −16.1 | −9.4 | −3.3 | 0.6 | 3.9 | 6.1 | 3.9 | -1.1 | −6.1 | −14.3 | −17.8 | -17.8 |
| Precipitación total (mm) | 168.4 | 104.6 | 113.9 | 88.5 | 65.0 | 53.8 | 35.6 | 36.7 | 50.9 | 120.8 | 188.9 | 161.9 | 1189.0 |
| Lluvias (mm) | 157.5 | 98.9 | 111.8 | 88.1 | 65.0 | 53.8 | 35.6 | 36.7 | 50.9 | 120.7 | 185.8 | 148.3 | 1153.1 |
| Nevadas (cm) | 11.1 | 6.3 | 2.3 | 0.3 | 0.0 | 0.0 | 0.0 | 0.0 | 0.0 | 0.1 | 3.2 | 14.8 | 38.1 |
| Días de precipitaciones (≥ 0.2 mm)                                                                                             | 19.5 | 15.4 | 17.7 | 14.8 | 13.2 | 11.5 | 6.3 | 6.7 | 8.3 | 15.4 | 20.4 | 19.7 | 168.9 |
| Días de lluvias (≥ 0.2 mm) | 18.4 | 14.7 | 17.5 | 14.8 | 13.2 | 11.5 | 6.3 | 6.8 | 8.3 | 15.4 | 19.9 | 18.4 | 165.2 |
| Días de nevadas (≥ 0.2 cm) | 2.6 | 1.4 | 0.9 | 0.2 | 0.0 | 0.0 | 0.0 | 0.0 | 0.0 | 0.03 | 0.8 | 2.8 | 8.7 |
| Horas de sol | 60.2 | 91.0 | 134.8 | 185.0 | 222.5 | 226.9 | 289.8 | 277.1 | 212.8 | 120.7 | 60.4 | 56.5 | 1937.5 |
| Humedad relativa (%) | 81.2 | 74.5 | 70.1 | 65.4 | 63.5 | 62.2 | 61.4 | 61.8 | 67.2 | 75.6 | 79.5 | 80.9 | 70.3 |
| Fuente: Environment Canada | | | | | | | | | | | | | |

## Demografía
Vancouver cuenta con 603 502 habitantes provenientes de orígenes étnicos muy diversos; la lengua materna de la mitad de sus residentes es el inglés, pero el chino y el cantonés son comunes en la ciudad. Igualmente, la ciudad goza de una gran diversidad étnica; hay comunidades chinas, japonesas, coreanas, iraníes e indias de gran importancia, al igual que un gran número de inmigrantes británicos, alemanes, italianos, franceses, polacos, ciudadanos de la antigua Yugoslavia (actualmente, Serbia, Montenegro, Croacia, Bosnia-Herzegovina y Macedonia del Norte) y un buen número de filipinos. Además concentra una población de 10 500 hispanohablantes (32 300 en el área metropolitana), según el censo de 2011. Es una de las comunidades más dinámicas en Canadá.
Recientemente la ciudad ha crecido rápidamente; así lo demuestra la variación poblacional entre los censos de 2006 y de 2011 (4,4 % para la ciudad de Vancouver y 9,3 % para la región metropolitana) y se espera que la población metropolitana alcance los 2,6 millones para 2020.

## Economía
La economía de la ciudad ha dependido tradicionalmente del sector primario de la Columbia Británica: silvicultura, minería, pesca y agricultura. El poblado fue originalmente fundado en la década de 1860 como resultado de la inmigración causada por la fiebre del oro del cañón del Fraser, y se desarrolló rápidamente para convertirse en un centro metropolitano después de la llegada del Canadian Pacific Railway en 1887.
El puerto de Vancouver pasó a tener relevancia internacional cuando se completó el Canal de Panamá, lo cual redujo las tarifas de flete en los años 1920 e hizo viable la exportación de las cosechas de granos de las praderas canadienses a través de la ciudad. Desde entonces ha sido el puerto marítimo más importante de Canadá y exporta más cargamento que cualquier otro puerto en Norteamérica.
No obstante, la economía de Vancouver se ha diversificado con el tiempo: ha crecido la industria del turismo, por ejemplo, y se ha convertido en el tercer centro de producción cinematográfica más importante de Norteamérica, después de Los Ángeles y Nueva York, por lo que se ha ganado el apodo de Hollywood North.

## Educación
Hay cinco universidades en el área del Gran Vancouver, siendo la más grande y prestigiosa la Universidad de la Columbia Británica (UBC). La UBC a menudo se encuentra entre las 40 mejores universidades del mundo. La segunda más grande por número de estudiantes es la Universidad Simon Fraser (SFU).
Las otras universidades públicas en el área metropolitana alrededor de Vancouver son la Universidad de Capilano en el norte de Vancouver, la Universidad de Arte y Diseño Emily Carr y la Universidad Politécnica de Kwantlen.
El Consejo Escolar de Vancouver se encarga de gestionar las escuelas públicas y la Biblioteca Pública de Vancouver, de las bibliotecas públicas.

## Transporte

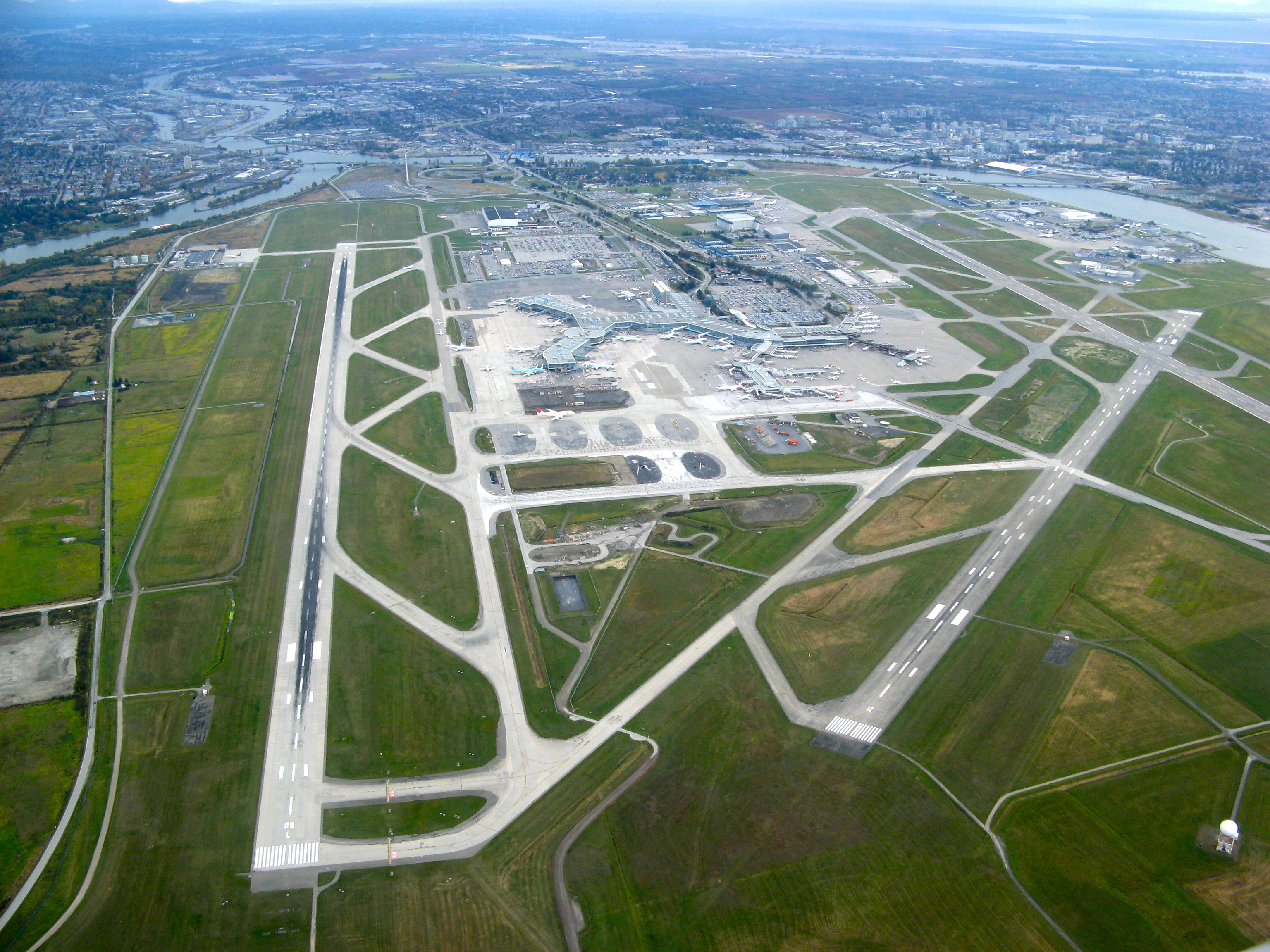
Vista aérea del Aeropuerto Internacional de Vancouver.

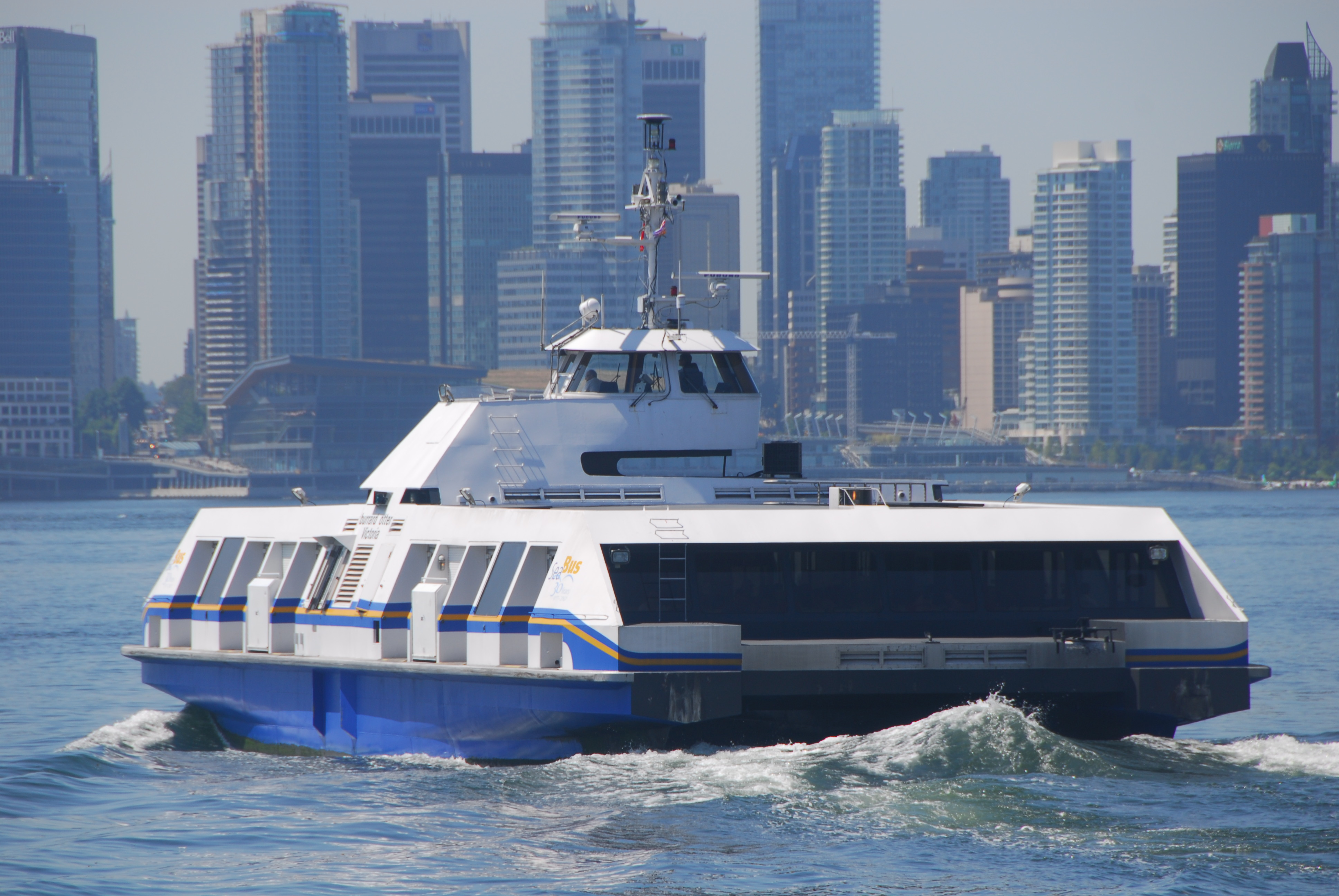
SeaBus

El Aeropuerto Internacional de Vancouver (en inglés: Vancouver International Airport) (código IATA: YVR, código OACI: CYVR) se encuentra localizado en Sea Island en Richmond, aproximadamente a 12 km del centro de Vancouver. En 2007 fue el segundo aeropuerto más transitado de Canadá en términos de operaciones aéreas (326.026) y pasajeros (17,5 millones), tras el Aeropuerto Internacional Toronto Pearson, con vuelos hacia Asia, Europa, Oceanía, Estados Unidos, México, el Caribe y otros aeropuertos en Canadá. Este aeropuerto ha ganado notables premios por ser el mejor aeropuerto, incluyendo el premio de Skytrax por ser el «Mejor Aeropuerto de Norteamérica» en 2007. YVR también obtuvo la distinción como «Mejor Aeropuerto de Canadá» en los resultados regionales. En 2011 resultó como el 2° mejor aeropuerto del mundo. Este aeropuerto sirve como hub para Air Canada y Air Transat; y es también un foco de operaciones para WestJet.
El Aeropuerto Internacional de Vancouver es uno de los ocho aeropuertos canadienses que pueden administrar servicios de aduanas y migraciones de Estados Unidos.
El transporte público en Vancouver está gestionado por la empresa TransLink (Columbia Británica). Existe una amplia línea de autobuses y trolebuses, que recorren con frecuencia todas las calles principales (tanto horizontales como verticales) y también calles menores. Los autobuses de Vancouver son modernos, están preparados para un gran volumen de tráfico y recorren la ciudad con gran eficiencia y puntualidad. Vancouver tiene actualmente la segunda mayor flota de trolebuses en América del Norte, después de San Francisco.
El transporte público de Vancouver incluye también el SkyTrain, que se divide en tres líneas: Millenium Line, Expo Line y Canada Line. También existe un ferry (Seabus), que conecta el distrito de North Vancouver con Downtown o centro urbano. Los precios del transporte público varían según tres zonas para el SkyTrain y el SeaBus, habiendo una tarifa única para el bus y para los demás transportes en hora valle. La opción actualmente más económica para quienes usan mucho el transporte público es comprar un pase mensual o diario o añadiendo dinero en una Compass Card.
Su puerto es el segundo en el continente norteamericano y el más importante de Canadá, en volumen y cantidad de mercancía. Es también terminal de los ferrocarriles canadienses provenientes de Montreal, lo cual ha sido de gran importancia histórica para la ciudad.

## Turismo

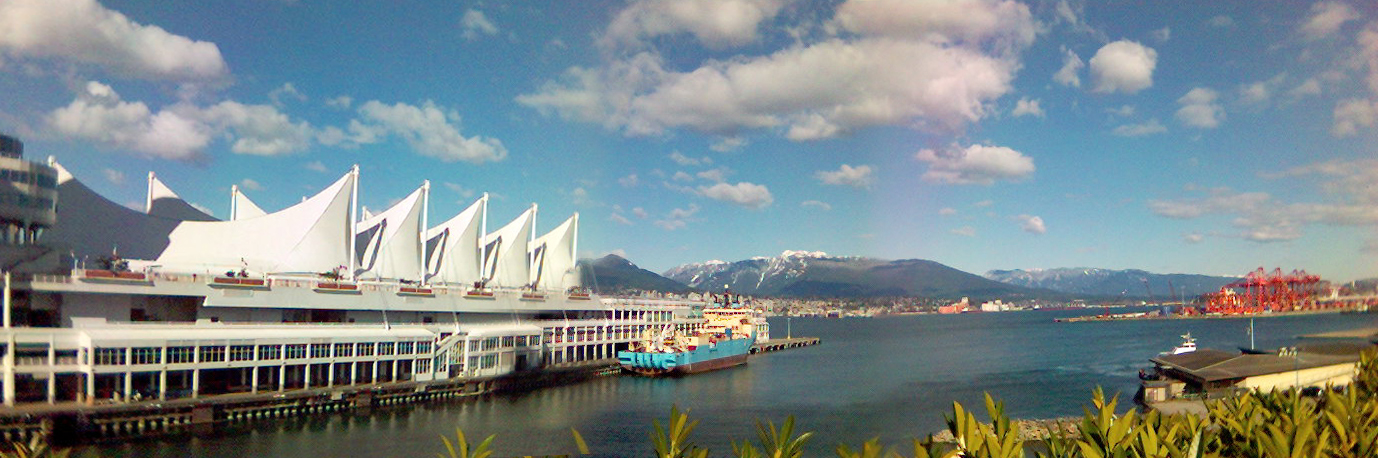
Canada Place y estrecho de Georgia.

Vista de la costa de Vancouver con el puerto en la parte izquierda.

### Parques
Vancouver presenta una gran cantidad de parques, algo de lo que la ciudad se enorgullece. El más famoso posiblemente sea Stanley Park, pero el más grande es Pacific Spirit Regional Park, en el cual se encuentra además la UBC, la Universidad de Columbia Británica. Los parques de Vancouver están limpios y cuidados generalmente, y albergan una gran cantidad de especies vegetales, algunas autóctonas y otras especies importadas y colonizadoras, así como una fauna considerable, con diversas especies de aves y otros como pequeños mamíferos. En las ciudades cercanas también están presentes los parques, como por ejemplo en Burnaby, donde existe un parque que contiene un lago de tamaño considerable, y en la ciudad de Surrey, donde aparte de algunos parques hay un bosque urbano.

### Playas
Vancouver tiene una gran extensión de costa sobre el océano Pacífico. English Bay es la playa más famosa de la ciudad, debido a su localización cerca del centro de la ciudad, y a que los fuegos artificiales que se celebran cada año en Vancouver se lanzan desde allí. Cerca del parque Pacific Spirit, hay varias playas también famosas, como Spanish Banks, o Wreck Beach, la única playa de Vancouver donde se permite el nudismo. Otras playas también famosas son Jericho Beach y Kitsilano Beach.

## Cultura

### Museos
El principal museo de la ciudad es la Galería de Arte de Vancouver, con una colección permanente de alrededor de 9.100 obras. Otro museo importante es la Galería de Arte Contemporáneo, que exhibe exposiciones temporales de artistas emergentes. La Galería de Arte Morris y Helen Belkin, parte de la Universidad de Columbia Británica, cuenta también con una pequeña colección de obras contemporáneas.
En el distrito de Kitsilano se encuentran el Museo Marítimo, el Centro Espacial H. R. MacMillan y el Museo de Vancouver. El Museo de Antropología de la Universidad de Columbia Británica es uno de los más relevantes sobre la cultura de las Naciones Originarias de Canadá.

### Deporte
La ciudad albergó desde 1990 hasta 2004 el Gran Premio de Vancouver, una carrera de automovilismo puntuable para la serie CART. Entre 1991 y 2001, Vancouver tuvo su franquicia en la National Basketball Association, los Vancouver Grizzlies. Fue sede de los Juegos de la Mancomunidad de 1954 y los Juegos Olímpicos de invierno de 2010.
El estadio Rogers Arena (antes General Motors Place) de esta urbe es sede del equipo de hockey sobre hielo Vancouver Canucks, fundado en 1945 como escuadra amateur y que a partir de 1970 forma parte de la National Hockey League (NHL). Los Canucks participan en la División Noroeste de dicha liga, siendo sus filiales los Manitoba Moose (AHL) y los Victoria Salmon Kings (ECHL).
El equipo de fútbol Vancouver Whitecaps ha jugado en la North American Soccer League desde 1974 hasta 1984 y la Major League Soccer a partir de 2011.
| Predecesor: Turín    | Ciudad Olímpica 2010           | Sucesor: Sochi   |
| Predecesor: Auckland | Ciudad de la Mancomunidad 1954 | Sucesor: Cardiff |

## Ciudades hermanas
Vancouver está hermanada con las siguientes ciudades:
- Los Ángeles, Estados Unidos
- Yokohama, Japón
- Cantón, República Popular China
- Odesa, Ucrania
- Edimburgo, Escocia